# Antonio Asanović
Antonio Asanović (n. 9 august 1991, Cannes, Franța) este un fotbalist croat momentan liber de contract.